# Coppa Nordamericana di skeleton 2012
La Coppa Nordamericana di skeleton 2012 è stata la dodicesima edizione del circuito continentale nordamericano di skeleton, manifestazione organizzata dalla Federazione Internazionale di Bob e Skeleton; è iniziata il 9 novembre 2011 a Park City, negli Stati Uniti, e si è conclusa il 30 marzo 2012 a Lake Placid, sempre negli Stati Uniti. Si sono disputate sedici gare: otto per le donne e altrettante per gli uomini in tre differenti località.
Vincitori dei trofei, conferiti agli atleti classificatisi per primi nel circuito, sono stati la canadese Cassie Hawrysh nel singolo femminile e il connazionale Ian Mills in quello maschile.

## Calendario
| Località    | Data                | Donne | Uomini |
| ----------- | ------------------- | ----- | ------ |
| Park City   | 9–10 novembre 2011  | ●●    | ●●     |
| Calgary     | 17–18 novembre 2011 | ●●    | ●●     |
| Lake Placid | 1º–2 dicembre 2011  | ●●    | ●●     |
| Lake Placid | 29–30 marzo 2012    | ●●    | ●●     |
| Totale      | Totale              | 8     | 8      |

## Risultati

### Donne
| Data             | Località    | Prime classificate              | Seconde classificate   | Terze classificate        |
| ---------------- | ----------- | ------------------------------- | ---------------------- | ------------------------- |
| 9 novembre 2011  | Park City   | Cassie Hawrysh Canada           | Eiko Nakayama Giappone | Randee Brookes Canada     |
| 10 novembre 2011 | Park City   | Cassie Hawrysh Canada           | Randee Brookes Canada  | Madison Charney Canada    |
| 17 novembre 2011 | Calgary     | Cassie Hawrysh Canada           | Randee Brookes Canada  | Madison Charney Canada    |
| 18 novembre 2011 | Calgary     | Cassie Hawrysh Canada           | Randee Brookes Canada  | Elisabeth Vathje Canada   |
| 1º dicembre 2011 | Lake Placid | Katharine Eustace Nuova Zelanda | Cassie Hawrysh Canada  | Madison Charney Canada    |
| 2 dicembre 2011  | Lake Placid | Katharine Eustace Nuova Zelanda | Madison Charney Canada | Cassie Hawrysh Canada     |
| 29 marzo 2012    | Lake Placid | Melissa Hoar Australia          | Randee Brookes Canada  | Laura Deas Regno Unito    |
| 30 marzo 2012    | Lake Placid | Melissa Hoar Australia          | Laura Deas Regno Unito | Lauren Salter Stati Uniti |

### Uomini
| Data             | Località    | Primi classificati         | Secondi classificati       | Terzi classificati         |
| ---------------- | ----------- | -------------------------- | -------------------------- | -------------------------- |
| 9 novembre 2011  | Park City   | Paul Fraser Canada         | Ian Mills Canada           | John Worden Canada         |
| 10 novembre 2011 | Park City   | Paul Fraser Canada         | Mike Dellemann Stati Uniti | John Worden Canada         |
| 17 novembre 2011 | Calgary     | Ben Sandford Nuova Zelanda | Paul Fraser Canada         | Greg Maidment Canada       |
| 18 novembre 2011 | Calgary     | Ben Sandford Nuova Zelanda | Paul Fraser Canada         | Ian Mills Canada           |
| 1º dicembre 2011 | Lake Placid | Ben Sandford Nuova Zelanda | Austin McCrary Stati Uniti | Mike Dellemann Stati Uniti |
| 2 dicembre 2011  | Lake Placid | Ben Sandford Nuova Zelanda | Mike Dellemann Stati Uniti | Greg Maidment Canada       |
| 29 marzo 2012    | Lake Placid | Kyle Tress Stati Uniti     | Greg West Stati Uniti      | Ander Mirambell Spagna     |
| 30 marzo 2012    | Lake Placid | Kyle Tress Stati Uniti     | Ander Mirambell Spagna     | Travis Brockway Canada     |

## Classifiche

### Donne
| Pos. | Atleta            | Nazione     | PKC-1 | PKC-2 | CAL-1 | CAL-2 | LAK-1 | LAK-2 | LAK-3 | LAK-4 | Punti |
| ---- | ----------------- | ----------- | ----- | ----- | ----- | ----- | ----- | ----- | ----- | ----- | ----- |
| 1    | Cassie Hawrysh    | Canada      | 1     | 1     | 1     | 1     | 2     | 3     | -     | -     | 420   |
| 2    | Randee Brookes    | Canada      | 3     | 2     | 2     | 2     | -     | -     | 2     | 6     | 355   |
| 3    | Madison Charney   | Canada      | 4     | 3     | 3     | 4     | 3     | 2     | -     | -     | 330   |
| 4    | Meghan Sullivan   | Stati Uniti | 10    | 8     | 7     | 6     | 6     | 5     | 6     | 5     | 316   |
| 5    | Elisabeth Vathje  | Canada      | 8     | 5     | 5     | 3     | 11    | 7     | -     | -     | 249   |
| 6    | Blair Tomten      | Stati Uniti | 7     | 9     | 6     | 2     | 5     | 6     | -     | -     | 233   |
| 7    | Eiko Nakayama     | Giappone    | 2     | 4     | 4     | 5     | -     | -     | -     | -     | 210   |
| 8    | Megan Henry       | Stati Uniti | 9     | -     | -     | -     | -     | 4     | 4     | 7     | 172   |
| 9    | Savannah Graybill | Stati Uniti | 6     | 5     | 8     | 9     | -     | -     | -     | -     | 155   |
| 10   | Rie Yonekura      | Giappone    | 4     | 7     | 9     | 10    | -     | -     | -     | -     | 154   |

### Uomini
| Pos. | Atleta            | Nazione       | PKC-1 | PKC-2 | CAL-1 | CAL-2 | LAK-1 | LAK-2 | LAK-3 | LAK-4 | Punti |
| ---- | ----------------- | ------------- | ----- | ----- | ----- | ----- | ----- | ----- | ----- | ----- | ----- |
| 1    | Ian Mills         | Canada        | 2     | 4     | 5     | 3     | 4     | 4     | 5     | 6     | 400   |
| 2    | Ben Sandford      | Nuova Zelanda | -     | -     | 1     | 1     | 1     | 1     | -     | -     | 300   |
| 3    | Paul Fraser       | Canada        | 1     | 1     | 2     | 2     | -     | -     | -     | -     | 280   |
| 4    | Mike Dellemann    | Stati Uniti   | -     | 2     | 7     | 5     | 3     | 2     | -     | -     | 268   |
| 5    | Bradley Chalupski | Israele       | 10    | 11    | 12    | 13    | 7     | 5     | 9     | 8     | 267   |
| 6    | Austin McCrary    | Stati Uniti   | 12    | 10    | 4     | 7     | 2     | 6     | -     | -     | 253   |
| 7    | Ryan Sweeney      | Stati Uniti   | 7     | 13    | 6     | 6     | 13    | 12    | -     | 5     | 253   |
| 8    | John Worden       | Canada        | 3     | 3     | -     | 4     | 9     | 7     | -     | -     | 232   |
| 9    | Yuk Jun-sung      | Corea del Sud | 16    | 14    | 13    | 8     | 14    | 11    | 12    | 11    | 218   |
| 10   | Mitchell Danbe    | Stati Uniti   | 10    | 12    | 9     | 10    | 5     | -     | -     | -     | 171   |